# Торе Ачељио Инфериоре (Кунео)
Торе Ачељио Инфериоре је насеље у Италији у округу Кунео, региону Пијемонт.
Према процени из 2011. у насељу је живело 38 становника. Насеље се налази на надморској висини од 479 м.